# Felsődobsza
Felsődobsza é um município da Hungria, situado no condado de Borsod-Abaúj-Zemplén. Tem 15,23 km² de área e sua população em 2015 foi estimada em 937 habitantes.